# Maximilià de Tebessa
Maximilià de Tebessa és un màrtir i sant cristià nascut l'any 274. Per la condició de militar del seu pare, Fabi Víctor, va ser obligat a incorporar-se a l'exèrcit romà als 21 anys. En rebutjar-ho per la seva condició de cristià (davant el procònsol de Numídia Cassi Dion) va ser condemnat a mort i decapitació el 12 de març de 295 a la ciutat de Tebessa (Algèria). Ha estat exalçada la figura de sant Maximilià com el primer objector de consciència.